# Angel Moya Acosta
 Angel Moya Acosta (sinh ngày 20 tháng 9 năm 1964) là thợ xây dựng và nhà bất đồng chính kiến người Cuba. Ông là người sáng lập "Phong trào chọn độc lập khác" (Independent Alternative Option Movement). Phong trào này bày tỏ sự ủng hộ nhà hoạt động dân chủ Oscar Elias Biscet.
Ông bị chính quyền Cuba bắt trong vụ mùa Xuân đen năm 2003, và bị kết án 20 năm tù.